# Bessie Davidson
Bessie Ellen Davidson (1879-1965) fue una pintora australiana reconocida por su estilo impresionista y sus  paisajes e interiores muy iluminados.

## Datos biográficos
Bessie Ellen Davidson nació el 22 de mayo de 1879 en Adelaide del norte, Australia,  proveniente de una familia de origen escocés.  Fue el segundo hijo de David Davidson, un industrial minero y de Ellen Johnson Davidson. Su bisabuelo William Gowan fue un escultor, y su abuela Frances Gowan fue pintora.  Estudió en la Escuela Adelantada para Niñas en donde recibió el entrenamiento de la pintora Rose McPherson (más conocida como Margaret Preston).
En 1904, después de la muerte de su madre,  viajó a Europa para estudiar arte en compañía de Preston.  En Múnich, Davidson estudió brevemente en el Künstlerinner Verein, antes de trasladarse a París. Allí  estudió en la Académie de la Grande Chaumière, bajo la dirección de René-Xavier Prinet  y donde  conoció a  Philippe Besnard y a la esposa de este, Germaine Desgranges, con quienes desarrolló una amistad para toda la vida. También tomó clases con Raphael Collin, Richard Miller, y Gustave Courtois. Un año después de su llegada a Francia,  exhibió su obra en el salón de la Société des Artistes Français, y después en el Société Nationale des Beaux-Arts. En 1922  fue aceptada como miembro del Société Nationale des Beaux Arts. Más tarde sirvió como secretaria de tal Sociedad. También fue socia fundadora  del Salón de las Tullerías, en donde exhibió su obra pictórica casi cada año entre 1923 y 1951.
Murió en Montparnasse en Francia en 1965. Está enterrada en Saint-Saëns, Seine-Marítimo.